# Menaistraat
De Menaistraat of Menai Straat (in het Engels: Menai Strait, in Welsh: Afon Menai) is een smalle zeestraat die het eiland Anglesey scheidt van het vasteland van Wales. De Menaistraat is 25 km lang en op zijn smalste punt 400 meter breed.
Er gaan twee bruggen over deze zeestraat: de Britannia Bridge en de Menai Suspension Bridge. Tussen de beide bruggen ligt het eilandje Ynys Gored Goch.
Door verschillen in de getijden aan de uiteinden van de zeestraat kunnen er zeer sterke stromingen optreden. Vooral het smalste gedeelte van de straat, tussen de twee bruggen, is berucht om zijn draaikolken.